# Krokån
Krokån er en smålandsk/hallandsk å, som ved Knäred flyder ud i Lagan.
Mellem Flammafallet og Knäred løber åen på en strækning gennem en dyb slugt. 